# Chaeridiona
Chaeridiona is een geslacht van kevers uit de familie bladkevers (Chrysomelidae).
De wetenschappelijke naam van het geslacht werd in 1869 gepubliceerd door Joseph Sugar Baly.

## Soorten
- Chaeridiona angulata Staines, 1932
- Chaeridiona cupreovirida (Gressitt, 1950)
- Chaeridiona feae (Gestro, 1890)
- Chaeridiona metallica (Baly, 1869)
- Chaeridiona picea (Baly, 1869)
- Chaeridiona pseudometallica (Basu, 1999)
- Chaeridiona semiviridis (Pic, 1935)
- Chaeridiona thailandica Kimoto, 1998
- Chaeridiona tuberculata (Uhmann, 1961)